# Astragalus danicus
Astragale du Danemark
Pour les articles homonymes, voir Astragalus et Danicus.
Espèce
Statut de conservation UICN

 LC  : Préoccupation mineure
L'Astragale du Danemark (Astragalus danicus) est une espèce de plantes boréales et de montagnes de la famille des Fabacées.

## Description
Corolle violette ou bleue en grappes denses jusqu'à 20 fleurs. Gousses petites de 8 à 10 mm. Plante ascendante, hauteur entre 5 et 40 cm. Feuilles de 3 à 10 paires de folioles.

## Biologie
Floraison entre mai et juillet.

## Écologie
Pelouses basiphiles de montagnes ; combes à neige ; mélèzins clairs.

## Répartition
Eurasiatique. En France des Alpes du Sud jusqu'à la Savoie entre 1 200 m d'altitude à 2 600 m. Parfois abyssale vers 400 m. En Alsace (très rare) entre 150 et 200 m et Lozère à environ 1 200 m .

## Synonymes
- Astragalus arenarius L., 1754
- Astragalus arenarius Pall., 1800
- Astragalus hypoglottis auct. non L., 1771, sensu H.J.Coste
- Astragalus onobrychis subsp. hypoglottis auct. non (L.) Bonnier & Layens, 1894
- Astragalus onobrychis auct. non L., 1753, sensu Pollich, 1776
- Hypoglottis polysperma Torr. & A.Gray
- Oxytropis montana Spreng., 1832